# Olympische Jugend-Sommerspiele 2014/Teilnehmer (Zentralafrikanische Republik)
| Gelbes Symbol für Goldmedaillen mit stilisierten Olympischen Ringen | Graues Symbol für Silbermedaillen mit stilisierten Olympischen Ringen | Braundes Symbol für Bronzemedaillen mit stilisierten Olympischen Ringen |
| ------------------------------------------------------------------- | --------------------------------------------------------------------- | ----------------------------------------------------------------------- |
| —                                                                   | —                                                                     | —                                                                       |

Die Zentralafrikanische Republik nahm mit einem Athleten und einer Athletin an den II. Olympischen Jugend-Sommerspiele vom 16. bis 28. August in Nanjing teil.

## Teilnehmer nach Sportarten

### Leichtathletik
Laufen und Gehen 
| Athleten             | Wettbewerb | Vorlauf     | Vorlauf | Finale      | Finale | Rang |
| Athleten             | Wettbewerb | Zeit        | Rang    | Zeit        | Rang   | Rang |
| -------------------- | ---------- | ----------- | ------- | ----------- | ------ | ---- |
| Jungen               |            |             |         |             |        |      |
| Aime Yeguelet Yelity | 800 m      | 2:02,45 min | 18      | 2:04,07 min | 18     | 18   |
| Mädchen              |            |             |         |             |        |      |
| Prestige Ndarata     | 100 m      | 13,56 s     | 23      | 13,49 s     | 20     | 20   |